# Eliezer Ben-Yehuda
Eliezer Ben‑Yehuda ( אֱלִיעֶזֶר בֶּן־יְהוּדָה‎‎, 7 ianuarie 1858 – 16 decembrie 1922) a fost un lingvist, lexicograf  și publicist evreu palestinian originar din Lituania - Belarus,  principalul promotor al  renașterii 
limbii ebraice ca limbă vorbită în Palestina. S-a născut la  Lujki, pe atunci în  Lituania, în Imperiul Rus astăzi în nordul Belarusiei.

## Copilărie și adolescență
Ben-Yehuda a fost elev la hederul (școala primară tradițională) unde a învățat ebraica veche și Tanahul de la vârsta de trei ani, cum se obișnuia în comunitățile evreiești din Europa de Est. La vârsta de nouă ani începe să studieze Tora, Mișna și Talmudului la ieșivă (școală medie religioasă). In timpul anilor la  ieșivă își  aprofundează cunoștințele sale în ebraica clasică, dar  și în cea laică  din perioada "Haskala" (a iluminismului iudaic ) din sec. al XIX-lea.  Ulterior învață franceza, germana, rusa și este trimis la Dünaburg pentru -și continua studiile.
În anii de studenție începe să citească ziarul ebraic HaShahar  , care promovează ideile sionismului și înțelege că  renașterea limbii ebraice în Palestina este unica șansă de a uni evreii și de a se opune dispariției moștenirii lor culturale în condițiile asimilării lor de alte culturi.

## Studiile la Paris
După terminarea studiilor medii pleacă la Paris la Universitatea din Sorbona pentru a învăța medicina.  Printre disciplinele pe care le studiază se numără și ebraica. Folosirea ebraicii în vorbirea curentă a devenit pentru el motivația principală în  studiul și difuzarea  acestei limbi. Îmbolnăvindu-se de tuberculoză,  este nevoit să-și întrerupă studiile de medicină și pleacă la  Alger unde folosește ebraica în contexte nereligioase și în  comunicarea de fiecare zi cu evreii localnici.
La  Paris publică câteva articole în presa evreiască în care încearcă să convingă cititorii de practicalitatea renașterii limbii ebraice vorbite în Palestina pentru a atrage tineretul evreiesc la valorile iudaismului. Deși  articolele sale  au dat loc la  controverse, convins de justețea misiunii ce și-a  asumat-o,  Ben-Yehuda pleacă în Palestina pentru a-și realiza aspirațiile.

## Viața în Palestina
În 1884 Ben-Yehuda ajunge  în Palestina,pe atunci parte dintr-o provincie a Imperiului Otoman. Înaripat de ideile sionismului Ben-Yehuda încearcă să schimbe statutul limbii ebraice, transformînd-o în una vorbită. Ebraica  vorbită, gândea   Ben-Yehuda, va marginaliza limba idiș și alte limbi si dialecte folosite până  atunci de evrei și va deveni principala  limbă de comunicare între evreii care se vor reîntoarce din toate colțurile lumii.
Ben-Yehuda își educă fiul numai în  ebraică și   încearcă să-l ferească de impactul altor limbi. Astfel copilul său devine primul vorbitor al limbii ebraice moderne ca "limbă  maternă". Chiar dacă eforturile lui Ben-Yehuda erau considerate de mulți utopice, necesitatea unei limbi comune a fost înțeleasă de mulți. În 1884 începe sa publice ziarul  HaTzvi de orientare pro-sionistă.Tot în același an se întemeiază Comitetul pentru susținerea limbii ebraice, care mai apoi  va deveni  Academia limbii ebraice. Rezultatele muncii sale și cele ale comitetului au fost materializate în publicarea  Dicționarului Complet al Limbii Ebraice Antice și Moderne.
La începutul secolului al XX-lea ebraica devine folosită în vorbirea curentă de evrei în Palestina și ulterior în statul Israel.
În decembrie 1922 Ben-Yehuda a murit de tuberculoză, de care suferise din tinerețe și a fost înmormântat pe Muntele Măslinilor în Ierusalim.
Deviza vieții sale a fost: "Yehudí, daber ivrit!"  !יהודי, דבר עברית‎ ("Evreule, vorbește ebraica!").

## In memoriam
- Străzi importante în Ierusalim, Tel Aviv și alte orașe ale Israelului, de asemenea școli în Ierusalim, Tel Aviv și Nes Tziona îi poartă numele.
- Ziua nașterii sale după calendarul ebraic, 21 Tevet , a fost declarată de guvernul israelian «Ziua limbii ebraice»
- Așezarea (moshava) Even Yehuda în regiunea Sharon se numește in memoria sa.
- „Proiectul Ben Yehuda" este pe internet proiectul de publicare online a creațiilor clasice ale literaturii ebraice